# Lars Ekborg
Lars Ekborg (Uppsala, 1926. június 6. – Ängelholm, 1969. október 7.) svéd színész.

## Élete és pályafutása
1944 és 1969 között több mint 40 filmben volt látható. Az áttörést Ingmar Bergman Egy nyár Mónikával (1953) című drámája hozta el számára, melyben az addig még szintén ismeretlennek számító Harriet Andersson volt a partnere. Ezenkívül lehetőséget kapott még egy Bergman produkcióban, az[1958-as Arcban. 
43 éves korában hunyt el májtumorban.

## Fordítás
- Ez a szócikk részben vagy egészben  a   Lars_Ekborg című angol Wikipédia-szócikk fordításán alapul.  Az eredeti cikk szerkesztőit annak laptörténete sorolja fel. Ez a jelzés csupán a megfogalmazás eredetét és a szerzői jogokat jelzi, nem szolgál a cikkben szereplő információk forrásmegjelöléseként.